# Commission européenne du Danube
Pour les articles homonymes, voir CED.

Pavillon de la Commission européenne du Danube, tel que défini en 1881,,.

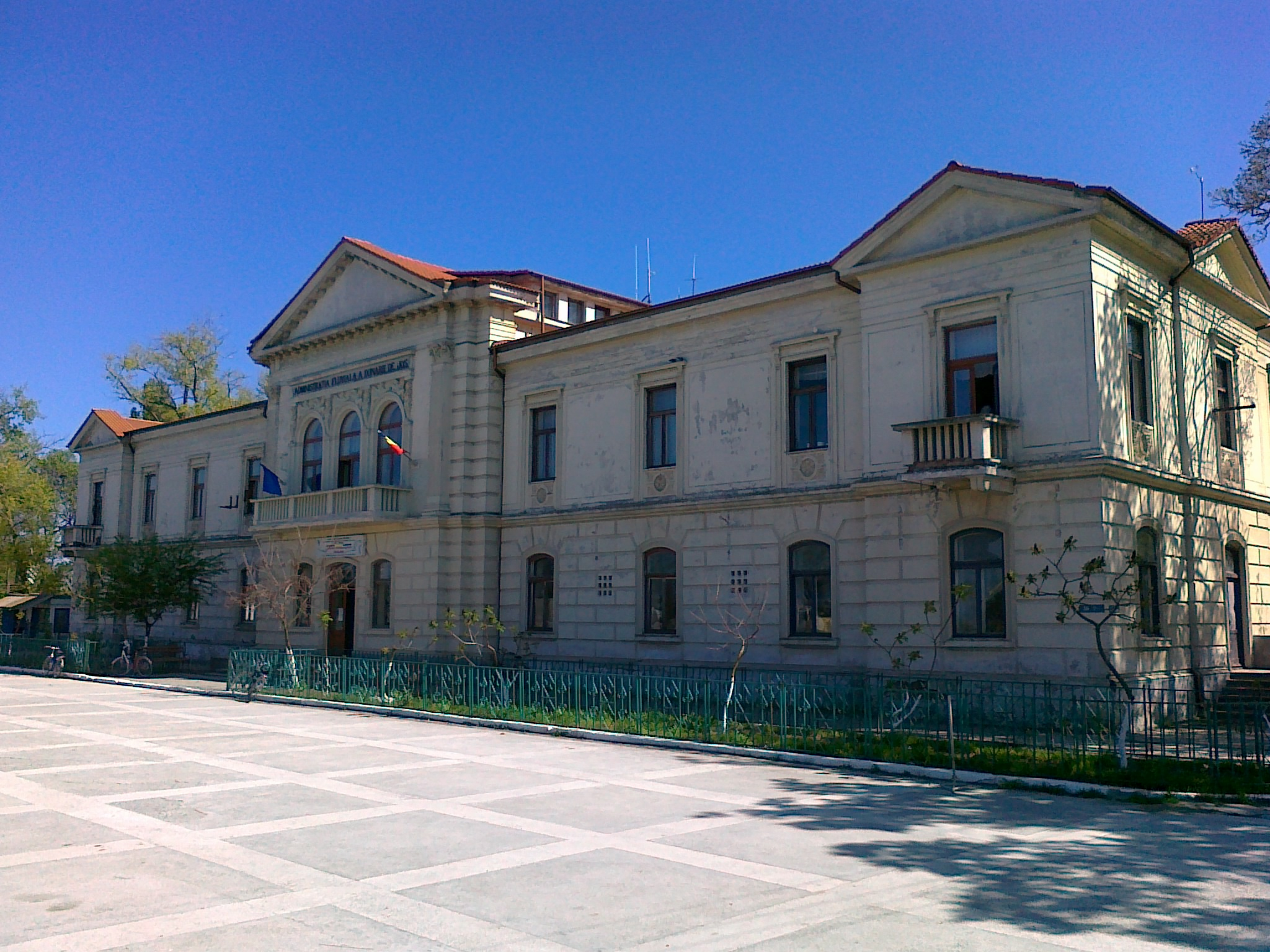
, à Sulina en Roumanie.

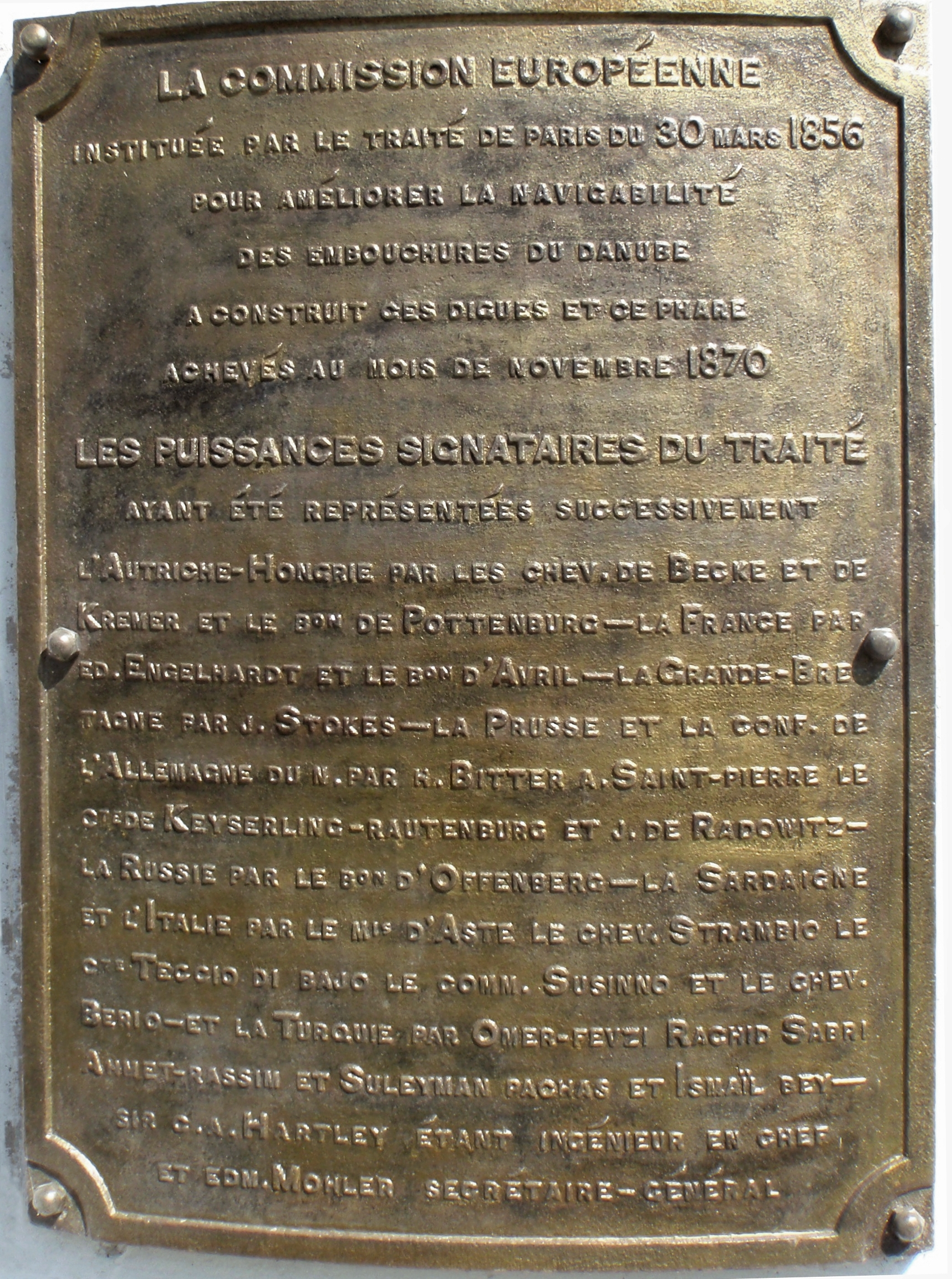
Plaque commémorative sur le, à Sulina : La commission européenne instituée par le traité de Paris du 30 mars 1856 pour améliorer la navigabilité des embouchures du Danube a construit ces digues et ce phare achevés au mois de novembre 1870.

La Commission européenne du Danube (CED) est une ancienne organisation intergouvernementale de coopération pour la navigation sur le Danube, créée en 1856 et remplacée en 1948 par la Commission du Danube.

## Histoire
Après la guerre de Crimée, l'article 16 du traité de Paris du 30 mars 1856 établit pour la première fois le régime juridique du Danube. En regard à l'administration du Danube, le fleuve est partagé en deux secteurs : le Danube Supérieur (fluvial) et le Bas Danube (Danube inférieur). Par les stipulations du traité de paix, se constitue la Commission européenne du Danube (pour le Bas Danube), formée de délégués des sept États signataires du document : Grande-Bretagne, France, Royaume de Prusse, Empire d'Autriche, Empire russe, Royaume de Sardaigne et Empire ottoman.
Encore une fois les principautés danubiennes de Moldavie et de Valachie, qui s'uniront en 1859 pour former la Roumanie, sont exclues, bien que les compétences de la Commission s'exercent principalement sur leurs territoires.
Le siège de la Commission européenne du Danube est établi à Galați, au statut de port franc.
Le traité de Berlin du 13 juillet 1878 prolonge la compétence de la CED de Isatcha à Galați et intègre la Roumanie parmi les États membres.
La Commission du Danube est fondée le 18 août 1948 à Belgrade.

## Liste des délégués
Ces listes recensent, par ordre chronologique, les personnalités ayant occupé le poste de délégué de chacun des États membres auprès de la CED,,,.

### France
Les délégués permanents de la France auprès de la CED ont été successivement :
| Décret de nomination | Décret de nomination | Délégué                         | Photo |
| -------------------- | -------------------- | ------------------------------- | ----- |
| 1856                 |                      | Édouard Engelhardt (d)          |       |
| 1867                 |                      | Louis Marie Adolphe d'Avril     |       |
| 1877                 |                      | Jules Herbette                  |       |
| 1er février 1880     | [ JO 1 ]             | Camille Barrère                 |       |
| 29 septembre 1883    | [ JO 2 ]             | André Lavertujon                |       |
| 12 octobre 1885      | [ JO 3 ]             | Jacques de Reverseaux (d)       |       |
| 1891                 |                      | Jules-Ludovic Henrys d'Aubigny  |       |
| 12 août 1891         | [ JO 4 ]             | Georges Cogordan                |       |
| 19 avril 1894        | [ JO 5 ]             | Joseph Adam Sienkiewicz         |       |
| 1896                 |                      | Constant-Jules Paillard-Ducléré |       |
| 18 septembre 1902    | [ JO 6 ]             | Marcellin Pellet                |       |
| 23 août 1906         | [ JO 7 ]             | Pierre de Margerie              |       |
| 16 juillet 1907      | [ JO 8 ]             | Gabriel Deville                 |       |
| 6 janvier 1909       | [ JO 9 ]             | André Soulange-Bodin            |       |
| 21 octobre 1911      | [ JO 10 ]            | Jean Guillemin                  |       |
| 24 juillet 1915      | [ JO 11 ]            | Albert Legrand                  |       |
| 28 avril 1922        | [ JO 12 ]            | Richard-William Martin          |       |
| 1er août 1925        | [ JO 13 ]            | François Charles-Roux           |       |
| 20 octobre 1926      | [ JO 14 ]            | Léopold Victor de Lacroix (de)  |       |
| 1er mai 1929         | [ JO 15 ]            | Osmin Laporte (de)              |       |
| 13 décembre 1932     | [ JO 16 ]            | Marcel Justin Ray               |       |
| 27 août 1934         | [ JO 17 ]            | Jean du Sault                   |       |
| 21 janvier 1938      |                      | Paul Morand                     |       |
| 1939                 |                      | Roger Monmayou (d)              |       |